# Лідзбарк (гміна)
Гмі́на Лі́дзбарк (пол. Gmina Lidzbark) — місько-сільська гміна у північній Польщі. Належить до Дзялдовського повіту Вармінсько-Мазурського воєводства.
Станом на 31 грудня 2011 у гміні проживало 14710 осіб.

## Територія
Згідно з даними за 2007 рік площа гміни становила 255.67 км², у тому числі:
- орні землі: 44.00%
- ліси: 46.00%

Таким чином, площа гміни становить 26.51% площі повіту.

## Населення
Станом на 31 грудня 2011:
| Опис     | Загалом | Загалом | Чоловіки | Чоловіки | Жінки | Жінки |
| -------- | ------- | ------- | -------- | -------- | ----- | ----- |
| одиниця  | осіб    | %       | осіб     | %        | осіб  | %     |
| все      | 14710   | 100     | 7279     | 49.48    | 7431  | 50.52 |
| міське   | 8234    | 100     | 3978     | 48.31    | 4256  | 51.69 |
| сільське | 6476    | 100     | 3301     | 50.97    | 3175  | 49.03 |

## Сусідні гміни
Гміна Лідзбарк межує з такими гмінами: Бартнічка, Бжозе, Ґродзічно, Ґужно, Любовідз, Плосьниця, Рибно.